# Stéphane Auvray
Stéphane Auvray (* 4. September 1981 in Les Abymes, Guadeloupe) ist ein ehemaliger französischer Fußballspieler mit karibischen Wurzeln.

## Karriere

### Verein
Auvray stammt von der Karibikinsel Grande-Terre, welche zum französischen Übersee-Département Guadeloupe gehört. Im europäischen Frankreich spielte er in der Jugendmannschaften des SM Caen. Von 1999 bis 2001 spielte er für die zweite Mannschaft in der Championnat de France Amateur.
2001 wechselte er zum Amateurverein US Changé und dann ein Jahr später weiter zu GSI Pontivy. Dort blieb er zwei Jahre lang, ehe er 2004 zum OC Vannes wechselte. Mit der Mannschaft spielte er in der Championnat National und schaffte 2008 den Aufstieg in die Ligue 2.
2009 spielte er für sechs Monate bei Olympique Nîmes. Er verließ den Verein im Dezember 2009 aus persönlichen Gründen.
Anschließend spielte er in den USA, erst in Kansas City und später für die New York Red Bulls in der Major League Soccer.
Seine Karriere beendete Auvray 2013 bei Erstligist Brunei DPMM FC in Singapur.

### Nationalmannschaft
Sein Debüt für A-Nationalmannschaft von Guadeloupe gab er 2007. Im selben Jahr war er Teil der Mannschaft, die beim CONCACAF Gold Cup das Halbfinale erreichte. Beim CONCACAF Gold Cup 2009 trat er als Kapitän der Mannschaft auf. Bis 2012 absolvierte er 26 Länderspiele, in denen er zwei Treffer erzielen konnte.